# JBL F 1551–1554
Die zweiachsigen Gepäckwagen der Gattung F und den Nummern 1551–1554 der Jura–Bern–Luzern-Bahn (JBL) waren ab 1886 im Einsatz.

## Geschichte
1886 liess die JBL bei der Schweizerischen Industrie-Gesellschaft (SIG) vier zweiachsige Gepäckwagen bauen. Die Wagen verfügten über ein Zugführerabteil mit erhöhtem Bremsersitz, Pult, Brieffächer und einen Hundetransportkasten.
Die Wagen trugen die für die JBL übliche grüne Farbe und hatten eine gelbe Beschriftung.
Im Januar 1890 fusionierte die JBL mit den Suisse-Occidentale–Simplon (SOS) zur Jura-Simplon-Bahn (JS), wobei die Wagennummern beibehalten wurden. Wie lange sie im Einsatz waren und ob sie 1903 bei der Verstaatlichung der JS von den Schweizerischen Bundesbahnen (SBB) übernommen wurden, ist nicht bekannt.